# 就义歌
《就义歌》，歌词为革命烈士遗诗，安波、时乐濛作曲。
该歌曲在1964年的大型音乐舞蹈史诗《东方红》为一首混声合唱歌曲，位于第二场《星火燎原》。

## 歌词
戴镣长街行，告别众乡亲。
砍头不要紧，只要主义真。
杀了我一个，自有后来人。
杀了我一个，自有后来人。

## 相关革命烈士遗诗

### 带镣行
刘伯坚（1895年－1935年3月11日）
带镣长街行，蹒跚复蹒跚，
市人争瞩目，我心无愧怍。
带镣长街行，镣声何铿锵，
市人皆惊讶，我心自安详。
带镣长街行，志气愈轩昂，
拚作阶下囚，工农齐解放。

### 只要主义真
夏明翰（1900年8月1日－1928年2月29日）
砍头不要紧，
只要主义真。
杀了夏明翰，
还有后来人。